# パレスチナ系ペルー人
パレスチナ系ペルー人とは、パレスチナ人の家系であるペルーの市民である。この言葉はペルーで生まれたパレスチナ系の人間か、パレスチナで生まれ、ペルーに移住した人間を指す。10,000人のパレスチナ系がペルーに住むと見積もられ、これらの第一次中東戦争後に移民した家族の多くは再建し、社会経済的な地位から来る彼等のペルーにおける生活をより良いものにした。